# Xylopia phloiodora
Xylopia phloiodora Mildbr. – gatunek rośliny z rodziny flaszowcowatych (Annonaceae Juss.). Występuje naturalnie w Kamerunie, Republice Środkowoafrykańskiej, Gwinei Równikowej, Gabonie oraz Kongo. 

## Morfologia
PokrójZimozielone drzewo dorastające do 25–35 m wysokości. Ma korzenie podporowe.
LiścieMają owalnie eliptyczny lub lancetowaty kształt. Mierzą 5–17 cm długości oraz 2–6 szerokości. Nasada liścia jest klinowa. Wierzchołek jest spiczasty. Ogonek liściowy jest owłosiony i dorasta do 3–7 mm długości.
KwiatySą pojedyncze. Rozwijają się w kątach pędów. Mają żółtą barwę. Działki kielicha są owłosione, mają trójkątnie owalny kształt i dorastają do 5 mm długości. Płatki mają liniowy kształt i dorastają do 17–20 mm długości. Są owłosione, prawie takie same. Słupków jest do 6 do 11. Są omszone, mają podłużny kształt i mierzą 1–2 mm długości.
OwoceZłożone z siedzących rozłupni. Mają podłużnie odwrotnie jajowaty kształt. Osiągają 2,5–5 cm długości oraz 1,5–3 cm średnicy.

## Biologia i ekologia
Rośnie w wilgotnych lasach.